# Raja Ampat jezici
Raja Ampat jezici, skupina austronezijskih jezika koji se govore na otocima Raja Ampat što leže pred obalom novogvinejskog poluotoka Kepala Burung ili Vogelkop u Indoneziji. Obuhvaća 10 jezika.
Ovi jezici pripadaju široj skupini Cenderawasih, ogranku zapadnonovogvinejskih jezika. Predstavnici su joj: as [asz]; biga [bhc]; gebe [gei]; kawe [kgb]; legenyem [lcc]; maden [xmx]; matbat [xmt]; ma’ya [slz]; waigeo [wgo]; i wauyai [wuy] 

## Vanjske poveznice
- Ethnologue (14th)
- Ethnologue (15th)